# Seznam nosilcev spominskega znaka Holmec
Seznam nosilcev spominskega znaka Holmec.

## Seznam
(datum podelitve -ime)
- 22. junij 1999' - Zlatko Bencek - Vladimir Blatnik - Samo Cvilak - Srečko Fajmut - Edi Ferlež - Gvido Garbus - Janez Gnamuš - Peter Kordež - Ivan Koren - Peter Kos - Branko Kaker - Zdenko Kraševec - Danilo Krevh - Jožef Krevzel - Rudi Lasnik - Stanislav Lončar - Zdravko Lorenci - Ivan Mlinar - Andrej Naveršnik - Darjo Naveršnik - Damijan Paraiž - Ivan Pečnik - Martin Pepevnik - Milan Plešivčnik - Andrej Paper - Maks Pučelj - Herman Pušnik - Miran Rojko - Milan Sedar - Borut Skledar - Bojan Sušel - Franc Svetina - Franc Šoba - Jože Šteharnik - Franjo Vajt - Milan Vrabič - Drago Verško - Joško Zmrzlikar